# Francesco Orlando (critico letterario)
Francesco Orlando (Palermo, 2 luglio 1934 – Pisa, 22 giugno 2010) è stato un critico letterario e francesista italiano.

## Biografia
Francesco Orlando nacque in una famiglia della media borghesia: suo padre, Camillo Orlando, di professione avvocato, era abiatico di Vittorio Emanuele Orlando, sua madre,  Francesca Perroni Cervello, era di Messina. Durante la seconda guerra mondiale la famiglia si trasferì nella casa di campagna di Terrasini, dove Orlando cominciò gli studi. Nel 1943, dopo lo sbarco in Sicilia degli Americani, Orlando ritornò a Palermo, dove si iscrisse dapprima in un liceo tenuto dai Gesuiti, per passare in seguito al liceo pubblico classico "Garibaldi", dove si diplomò nel 1951. Nel 1955 si laureò alla facoltà di giurisprudenza dell'università di Palermo, ma nel frattempo aveva iniziato a maturare il suo interesse per la letteratura. Nel 1953 conobbe Giuseppe Tomasi di Lampedusa, che lo invitò alle lezioni di letteratura inglese e francese che teneva privatamente per un gruppo di giovani amici, tra cui Gioacchino Lanza, nella sua abitazione. E fu proprio a casa di Lampedusa che Orlando ebbe il suo primo contatto con la psicoanalisi grazie alla moglie dello scrittore, Alessandra Wolff-Stomersee, analista di scuola freudiana e allieva di Sigmund Freud, contatto che sarà decisivo per tutta la sua ricerca successiva.
Gli anni trascorsi accanto alla figura di Lampedusa segnarono profondamente anche la sua esperienza biografica, tanto che nel 1963 Orlando affiderà alle stampe un suo Ricordo di Lampedusa, seguìto nel 1996 dall'appendice di riconsiderazioni di Da distanze diverse. Durante gli anni del loro rapporto, Lampedusa fece leggere a Orlando le bozze de Il Gattopardo.
Subito dopo la laurea in giurisprudenza, si iscrisse a Lettere presso l'Università di Pisa, dove si laureò in letteratura francese.
Fu lettore (dal 1961) e docente (dal 1967) di lingua e letteratura francese presso la facoltà di lingue e letterature straniere di Pisa e incaricato presso la Scuola Normale Superiore di Pisa; proprio a Pisa, il giovane professore Orlando si trovò a fronteggiare gli eventi del Sessantotto italiano, durante il quale si dimostrò solidale con le istanze del movimento studentesco, rimanendo comunque fermo sostenitore della necessità del proseguimento dell'attività universitaria. In seguito alle tensioni della contestazione studentesca, nel 1970 si trasferì all'Università Federico II di Napoli, per poi spostarsi nel 1975 a Venezia, presso la recente facoltà di lettere e filosofia dell'Università Ca' Foscari; infine, nel 1982 ritornò nella sua amata Pisa, prima nella facoltà di lingue, poi di lettere. Qui ottenne il conferimento della prima cattedra italiana di teoria della letteratura, disciplina che insegnò fino al 2006 tranne alcuni anni accademici in cui insegnò lingua e letteratura francese. Divenne studioso di rilevanza internazionale. Pioniere in Italia nello studio del rapporto tra letteratura e psicoanalisi, pubblicò fin dall'inizio degli anni settanta articoli su Belfagor, Nuovi Argomenti, Critica storica, Studi Francesi, Micromégas. Rivista di studi e confronti italiani e francesi, Annali della Scuola Normale Superiore di Pisa, Strumenti critici, Paragone, Saggi e ricerche di letteratura francese, Rivista di letterature moderne e comparate, Nuova rivista musicale italiana, Cahiers de l'Association internationale des études françaises, Annales de la Société Jean-Jacques Rousseau, ecc.
Francesco Orlando morì a Pisa nel 2010.

## La teoria freudiana nella letteratura
Alla professione di insegnante universitario e alla metodologia didattica Orlando attribuiva una importanza cruciale per la sua attività di ricerca: gran parte dei suoi testi pubblicati nasce infatti nel laboratorio preparatorio dei suoi corsi.
Negli anni novanta Einaudi ripubblica, con il titolo complessivo di Letteratura, ragione e represso: tre studi freudiani e in edizione ampliata, i tre volumi dei suoi studi considerati più importanti (oltre che tradotti in francese e in inglese):
- Due letture freudiane: "Fedra" e "Il misantropo" (1990) sulle opere rispettivamente di Jean Racine e Molière
- Per una teoria freudiana della letteratura (1992)
- Illuminismo, barocco e retorica freudiana (1997)

Orlando spiega il funzionamento delle opere letterarie attraverso un principio freudiano: la Formazione di compromesso. Come il sogno, il lapsus, il sintomo nevrotico, il motto di spirito, manifestazioni dell'inconscio che per Freud sono formazioni di compromesso, così la letteratura per Orlando: essa organizza il suo senso attraverso "formazioni di compromesso" linguistiche, in cui due forze psichiche in contrasto, diventate significanti attraverso la loro opposizione, creano figure che sono diverse dai noti tropi della retorica, permettendo al "ritorno del represso" di definirsi in rapporto all'ordine sociale e morale dominante. La formazione di compromesso a cui Orlando si è rifatto più spesso è quella della negazione freudiana, ovvero di quella negazione che negando un desiderio in realtà ne riconosce l’esistenza. Ad esempio, nel già citato saggio su Fedra di Racine, la formazione di compromesso si esprimerebbe attraverso un mini enunciato riassumibile in «non/mi piace». Al negare la passione incestuosa per il figlio, Fedra non fa che riconoscerla, in uno scontro tra due pulsioni che in questo caso Orlando definisce come Legge e Desiderio. Ciò fa sì che i testi letterari, anche quando apparentemente contraddittori, seguano in realtà una logica più sotterranea ma comunque riconoscibile, e proprio da questa ambivalenza nascerebbero le migliori opere letterarie. Ma non finisce qui. Per Orlando infatti le logiche del testo letterario non sfuggono al loro autore, che inevitabilmente tenderà per l’una o l’altra pulsione in conflitto (a tal proposito, Orlando è consapevole che una tale rigida schematizzazione sia problematica, ma ritiene comunque che possa essere considerata un ottimo punto di partenza da cui poi eventualmente distaccarsi). L’ambivalenza dei testi fa sì che però la pulsione “non prediletta” riesca comunque ad esprimersi e a vedersi riconosciuto un certo valore, mettendo in luce il carattere contraddittorio dell’animo umano. Un esempio portato da Orlando riguarda il trattamento dei personaggi religiosi o legati a una qualche fede nei lavori di Voltaire. Se infatti è indubbio che questi siano oggetto di scherno da parte dell’autore, è anche difficile negare che spesso e volentieri le prese in giro a loro riservate siano piuttosto bonarie e amichevole, come a riconoscere che, per riprendere le tematiche affrontate nel Candido, chi non crede che questo sia il migliore dei mondi possibili non possa in ogni caso sottrarsi a delle forme di benevola empatia verso chi la pensa in maniera opposta.
Oltre che a Freud, i suoi studi fanno riferimento a un'altra scuola di psicoanalisi, quella sulla bi-logica dell'inconscio teorizzata da Ignacio Matte Blanco; tra i lavori di Orlando, anche uno studio sul "soprannaturale" in letteratura.
Nel 1993, con Gli oggetti desueti nelle immagini della letteratura, Orlando rinnova la critica tematica perfezionando il metodo di classificazione delle immagini dei testi e dello studio delle loro relazioni. Così facendo, Orlando si inserisce in una corrente che durante gli anni ’90 tendeva a enfatizzare l’intreccio inevitabile fra forme e contenuti (come accade ad esempio nei lavori di Fusillo). Per l'occasione, la Fondazione Collegio San Carlo di Modena organizza una conferenza, relatori Salvatore Settis e Mario Lavagetto.
Nel 2010 Einaudi pubblicò il suo primo romanzo, La doppia seduzione, scritto in età giovanile (1956) e poi riscritto dal 2000 in poi. Il libro era già noto prima della sua pubblicazione, Orlando lesse il romanzo a una decina di persone e a Palermo in quel momento non si parlava d'altro
, Tomasi di Lampedusa ne aveva dato un giudizio positivo. L'anno seguente, il romanzo ricevette il Premio letterario internazionale Giuseppe Tomasi di Lampedusa.

## Opere

### Saggistica
- L'opera di Louis Ramond, Feltrinelli, Milano 1960
- Rotrou dalla tragicommedia alla tragedia, Bottega d'Erasmo, Torino 1963
- Ricordo di Lampedusa, All'insegna del pesce d'oro, Milano 1963; nuova ed., 1985
- Per una teoria freudiana della letteratura, Einaudi, Torino 1965; nuove ed. 1973, 1987, 1992, ISBN 88-06-59836-8
- Infanzia, memoria e storia da Rousseau ai romantici, Liviana, Padova 1966; nuova ed. Pacini, Pisa, 2007 ISBN 978-88-7781-812-6
- Proust, Sainte-Beuve e la ricerca in direzione sbagliata, in Critica e storia letteraria: studi offerti a Mario Fubini, Liviana, Padova 1970; poi come introduzione a Marcel Proust, Contre Sainte-Beuve, Einaudi, Torino 1974 e seguenti
- Lettura freudiana della "Phèdre", Einaudi, Torino 1971; nuove ed. 1980, 1990 in Due letture freudiane: Fedra e il Misantropo
- Lettura freudiana del "Misanthrope" e due scritti teorici, Einaudi, Torino 1979; nuova ed., 1990 in Due letture freudiane: Fedra e il Misantropo
- Illuminismo e retorica freudiana, Einaudi, Torino 1982; nuova ed. col titolo Illuminismo, barocco e retorica freudiana, Einaudi, 1997, ISBN 88-06-14671-8
- Le costanti e le varianti: studi di letteratura francese e di teatro musicale, Il Mulino, Bologna 1983 ISBN 88-15-00029-1
- Gli oggetti desueti nelle immagini della letteratura. Rovine, reliquie, rarità, robaccia, luoghi inabitati e tesori nascosti, Einaudi, Torino 1993; nuova ed. 1994 ISBN 88-06-13184-2
- L'altro che è in noi: arte e nazionalità, Bollati Boringhieri, Torino 1996 ISBN 88-339-1022-9
- Ricordo di Lampedusa (1962) seguito da Da distanze diverse (1996), Bollati Boringhieri, Torino 1996; nuova ed., 2001 ISBN 88-339-0982-4
- L'intimità e la storia. Lettura del «Gattopardo», Collana Biblioteca, Einaudi, Torino 1998 ISBN 88-06-14828-1
- Statuti del soprannaturale nella narrativa, in Franco Moretti (a cura di), Il romanzo, vol. I (La cultura del romanzo), Einaudi, Torino 2001, pp. 195–226, ISBN 978-88-06-15290-1
- La doppia seduzione, Einaudi, Torino 2010 ISBN 978-88-06-17035-6
- Il soprannaturale letterario. Storia, logica e forme, prefazione di Thomas Pavel, Einaudi, Torino 2017 ISBN 978-88-06-22345-8

### Curatele
- Cura del convegno e degli atti di Giuseppe Tomasi di Lampedusa, cento anni dalla nascita, quaranta dal Gattopardo, Palermo, Palazzo Chiaramonte detto Steri, 12-14 dicembre 1996, ed. Assessorato alla cultura, Palermo 1999
- Carmelo Samonà, Fratelli e tutta l'opera narrativa, Mondadori, Milano 2002 ISBN 88-04-50489-7

### Prefazioni
- Sigmund Freud, Il motto di spirito e la sua relazione con l'inconscio, Boringhieri, Torino 1975
- Mario Praz, La carne, la morte e il diavolo nella letteratura romantica, Sansoni, Firenze 1996
- William Beckford, Vathek: racconto arabo, Marsilio, Venezia 1996
- Emanuele Zinato, Il vero in maschera: dialogismi galileiani. Idee e forme nelle prose scientifiche del Seicento, Liguori, Napoli 2003 ISBN 88-207-3606-3
- Voltaire, Racconti, facezie, libelli, a cura di Gianni Iotti, Einaudi, Torino 2004 ISBN 88-446-0052-8
- Marcel Proust, Corrispondenza con la madre (1887-1905), Rocco Carabba, Lanciano 2010 ISBN 978-88-6344-133-8

### Poesia
- La foresta è tutta del sole. 1949-1954, S.F. Flaccovio editore, Palermo 1954, 89 p.